# Aegyptosaurus baharijensis
Aegyptosaurus baharijensis (gr. "reptil de Egipto del Oasis de Baharija") es la única especie conocida del género extinto Aegyptosaurus de dinosaurio saurópodo titanosauriano que vivió a mediados del período Cretácico, hace aproximadamente 95 millones de años, en el Cenomaniense, en África. Aegyptosaurus fue descrito por el paleontólogo Alemán Ernst Stromer en 1932.

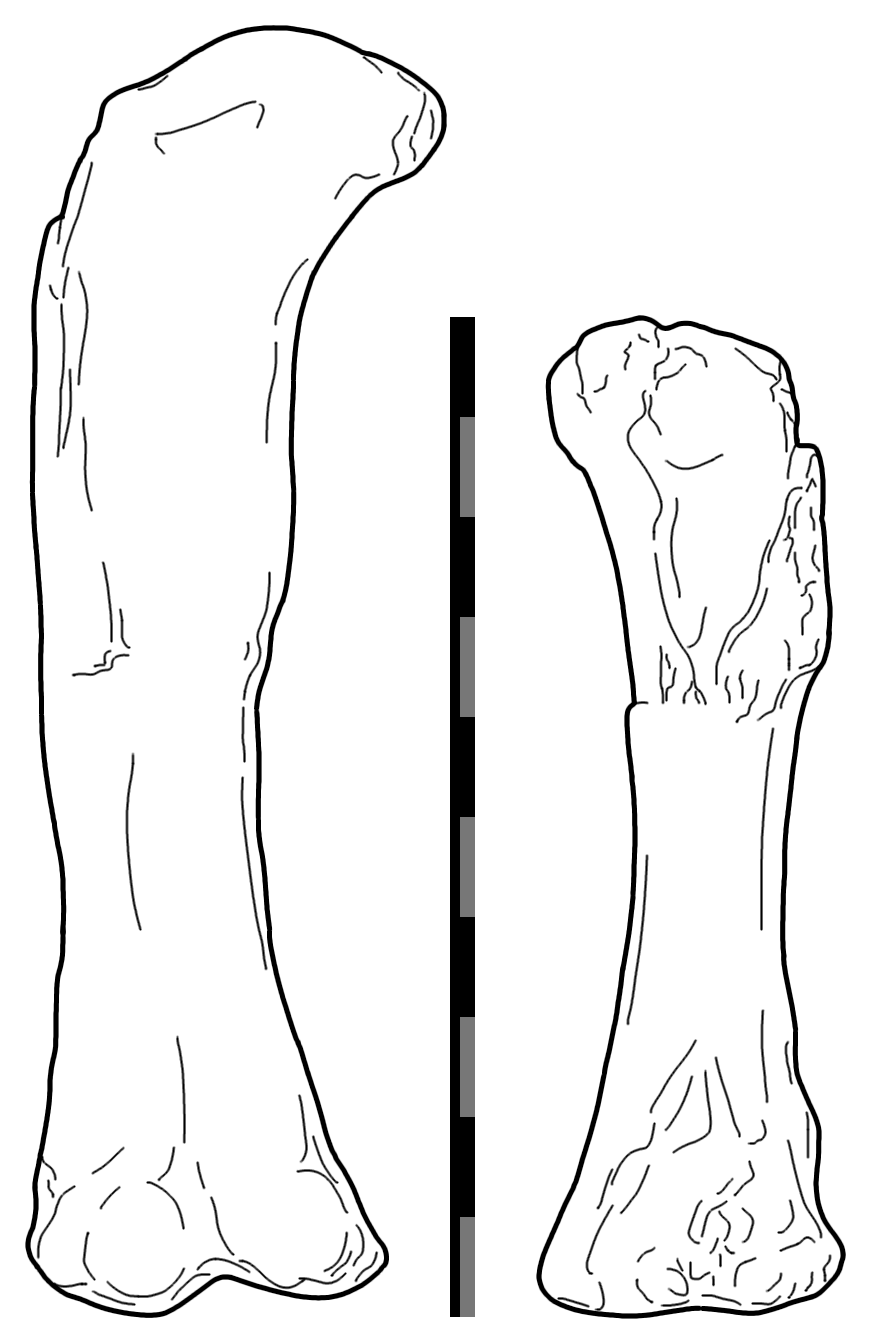
Diagrama del húmero y el fémur a escala.

Basándose en Paralititan Paul estimó que este gran herbívoro medía 15 metros de longitud y 5 de altura y un peso de 7 toneladas. Aegyptosaurus era un dinosaurio de cuello y cola largos, cráneo pequeño y de cuatro patas. Tenía como pariente al gigantesco Argentinosaurus, con la diferencia de que este era mucho más pequeño. Aegyptosaurus se basa en el holotipo, '1912VIII61, un espécimen que consiste en 3 vértebras caudales, un omóplato parcial, y 9 huesos de los miembros, es uno de los más viejos ejemplos de un titanosauriano. Exhibe las diferencias de menor importancia con otros titanosáuridos, el fémur, por ejemplo diferencia del Titanosaurus en la colocación del cuarto trocánter, que tiene apenas la mitad de la longitud colocado debajo de la cabeza. Los miembros son comparables con los de Saltasaurus, Alamosaurus, Argyrosaurus. El cociente del fémur y el húmero es 0,78, y el del cubito y el humero del cubito es de 0,75 y el fémur con la tibia es 0,69. Los egiptosaurios compartieron el lugar y edad con grandes cazadores como Carcharodontosaurus y Spinosaurus.
Encontrados en la Formación Baharija en Marsá Matrú, Agadez en Egipto y en la Formación Farak en Tahoua, Níger, ambos lugares en África del Norte. En 1999 un grupo expedicionario de la Universidad de Pensilvania viajó a Baharija, donde trabajara Ernest Stromer a principios del Siglo XX. Como Stromer no proporcionó ningún mapa de sus sitios, fueron forzados a emparejar visualmente sus descripciones publicadas con la estratigrafía del sitio y las formas del relieve con los afloramientos. Usando este procedimiento, los geólogos han redescubierto algunas de las minas originales de Stromer y la identificación de un número de nuevos lugares productivos. Los descubrimientos más significativos hechos por este equipo incluyen los esqueletos parciales de un terópodo gigante, posiblemente un Spinosaurus, restos de Aegyptosaurus, y del dinosaurio un generador y un espécimen actualmente indeterminado. Además de éstos, el equipo descubrió unas 20 acumulaciones aisladas de huesos que contienen por lo menos dinosaurios, tortugas, y cocodrilos, plantas y gastrópodos. El esqueleto de este dinosaurio fue uno de los varios fósiles destruidos en la Segunda Guerra Mundial. Después de los grandes bombardeos de la Real Fuerza Aérea británica sobre Múnich, los huesos de muchos especímenes, como los de este, se perdieron.